# 동바리 공법
동바리 공법(Full straging method)은 콘크리트 교량 가설 공법의 한 종류이다.

## 동바리 공법을 포함한 프리스트레스드 콘크리트 교량 가설 공법

### 분류
- 동바리 사용: FSM
- 동바리 미사용(현장타설)
- 동바리 미사용(precast)

### 가설 순서
- 설치지반 검토/정리 → 동바리 설치 → 거푸집 설치 → 철근 조립 → 콘크리트 타설 → 거푸집 제거 → PS도입

### 장점
- 교각 높이가 낮을수록 경제성이 뛰어나다

### 단점
- 하부조건에 많은 영향을 받는다
- 시공속도가 느리다

### 가설시 주의사항
- 동바리 설치시의 안전에 유의